# Silvestro de Buoni
Silvestro de Buoni également appelé Silvestro Buono ou encore  Silvestro de Buono, mort en 1484, est un peintre italien de l'école napolitaine du XVe siècle.

## Biographie
Silvestro de Buoni est un peintre italien de l'école napolitaine du XVe siècle, il est actif au début de la Renaissance, en particulier au cours du Quattrocento à Naples. Également appelé Silvestro Buono ou encore  Silvestro de Buono, il est le fils de Buono de Buoni. Il fut l'élève du peintre Lo Zingaro et d'Ippolito del Donzello.Il est parfois confondu avec Silvestro Morvillo. Il peint une Assomption de la Vierge à l'église San Pietro Martire de Naples. Ses peintures religieuses sont le résultat d'une vie particulièrement pieuse. 
Bernardo Tesauro (1440 - 1500) était un de ses élèves.

## Œuvres
- Assomption de la Vierge,église de San Pietro Martire, Naples.